# 東京都道127号秋津停車場線
東京都道127号秋津停車場線（とうきょうとどう127ごう あきつていしゃじょうせん）とは西武池袋線秋津駅南口から秋津一丁目交差点（東京都道40号さいたま東村山線・志木街道）まで全長672mの一般都道である。

## 通過する自治体
- 東京都
  - 東村山市（起点が清瀬市との境となる）。

## 概要

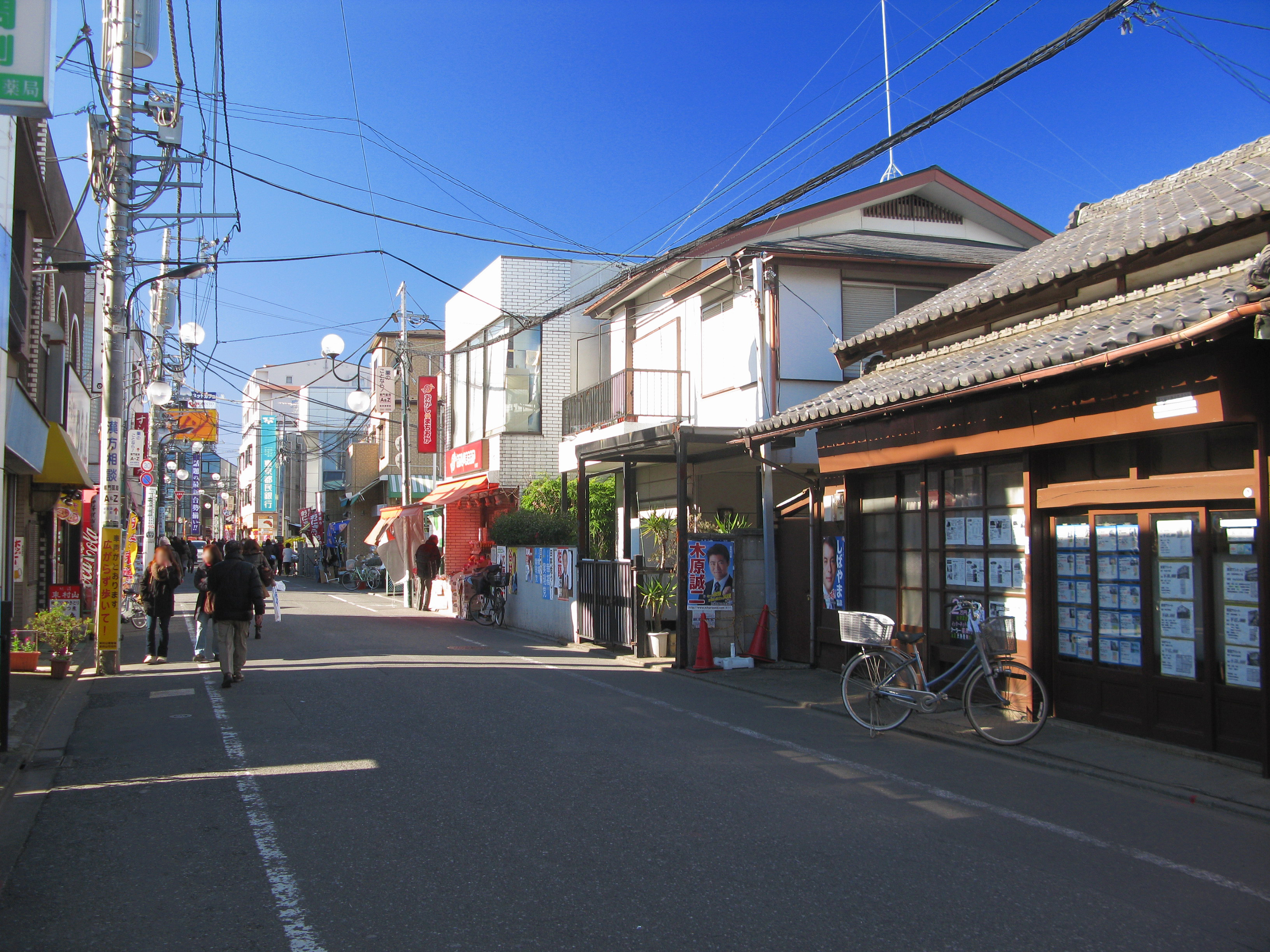
商店街区間

ほぼ全線が狭隘で、自動車道としては全く実用的でなく、信号機も終点交差点にある1箇所のみである。
秋津駅から約200mが商店街となっており、秋津駅・JR武蔵野線新秋津駅間の乗り換えに必ず通行しなければならないことから朝夕のラッシュ時は歩行者が非常に多く通行する。この区間は本道路の中では比較的道幅が広い部分ではあるが、それでも狭隘であることには変わりなく、歩行者のみの交通量にさえ交通容量が不十分な状況である。
新秋津駅前約120mの地点で南へ折れ曲がる。ここから秋津一丁目交差点までの区間約470mは秋津駅開業のはるか以前に作られた、狭く普通自動車同士の離合が困難な道路であり、幅員制限1.7m・制限速度20km/h・3t以上の積載量の貨物自動車通行止めとなっている。交通量は歩行者・自動車のいずれも少ない。
なお道路内に都道標識は設置されておらず、周辺道路の案内標識でも案内の対象になっていない。Google マップでも都道として表示されない。

## 起点・終点
- 起点:交差点名称無し（秋津駅南口）
- 終点:秋津一丁目交差点 東京都道40号さいたま東村山線交点

## 通過する自治体
- 東京都
  - 東村山市

## 交差する道路
- 秋津一丁目交差点 - 志木街道（東京都道40号東京所沢線）

## 主な施設
- 秋津駅